# هوریا تکوا
هوریا تکوا (رومانیایی: Horia Tecău؛ زادهٔ ۱۹ ژانویهٔ ۱۹۸۵) یک تنیس‌باز اهل رومانی است.